# Hanina Ben Dosa
Hanina ben Dosa (in ebraico חנינא בן דוסא‎?) (Israele, ... – ...; fl. I secolo) è stato un rabbino ebreo antico saggio Tanna, mistico e taumaturgo del I secolo e.v., discepolo di Johanan ben Zakkai.
È sepolto nella città di Arraba.
Sebbene annoverato tra i Tannaim e citato in connessione ad una scuola e relativi discepoli, non si sono preservati suoi halachot e pochi aggadot È ricordato "più per la sua condotta che per i suoi insegnamenti halakhici. Non ci sono leggi citate a suo nome". Tuttavia, la grande popolarità, di cui ha goduto per tutta la vita e che lo rese immortale tra i mistici, si basa non sulla sua erudizione, ma sulla sua santità e i suoi poteri taumaturgici. Dalle numerose massime a lui attribuite, si può dedurre che fosse un membro degli antichi Assidei: "Se la paura del peccato precede la saggezza, la saggezza durerà; ma dove la saggezza precede la paura del peccato, la saggezza non durerà"; "Dove le opere di un uomo sono più grandi del suo sapere, la sua dottrina persisterà, ma dove il suo sapere è maggiore di sue opere, il suo sapere non persisterà"; "Chi guadagna la buona volontà degli uomini è amato di Dio, ma chi non è amato dall'uomo non è amato da Dio " Ci sono, inoltre, altri suoi insegnamenti che tradiscono la sua estrazione chassidica. Hanina, come tutti i chassidim antichi, pregava molto, e con le sue preghiere si dice che abbia operato molti miracoli.

## Citazione
Dal Talmud: